# French Open 2025
French Open 2025 byl 124. ročník druhého tenisového grandslamu sezóny a 58. ročník v otevřené éře. Probíhal mezi 25. květnem a 8. červnem 2025 v areálu Stade Roland-Garros, ležícím v 16. městském obvodu francouzské metropole Paříže. Konal se na profesionálních okruzích mužů ATP Tour a žen WTA Tour.
Jediný grandslam hraný na antuce organizovaly Mezinárodní tenisová federace s francouzským tenisovým svazem Fédération Française de tennis. Mezi majory zůstal osamocen ve využívání čárových rozhodčích namísto elektronického hlášení míčů, když i Wimbledon přešel v roce 2025 na digitální technologii. Od prosince 2021 byla ředitelkou Amélie Mauresmová jako první žena v této funkci. K 20. výročí zisku první z rekodních 14 singlových trofejí Rafaela Nadala v roce 2005, se 25. května na centrkurtu uskutečnil slavností ceremoniál na počest španělského tenisty, s trvalou instalací plakety Nadalovy stopy do plochy dvorce.
Do finále mužské i ženské dvouhry se na jediném grandslamu probojovaly světové jedničky a dvojky poprvé od US Open 2013. Na Roland Garros se tak naposledy stalo v roce 1984, kdy se střeli McEnroe s Lendlem a Navrátilová s Evertovou. Mužský singl podruhé v řadě vyhrál Španěl Carlos Alcaraz, jenž zvládl i páté grandslamové finále, přestože v něm odvrátil tři mečboly a otočil průběh ze stavu 0–2 na sety. První pařížskou a druhou grandslamovou trofej z dvouhry si odvezla 21letá Američanka Coco Gauffová. Sérii tří finálových porážek na grandslamu přerušili Španěl Marcel Granollers s Argentincem Horaciem Zeballosem a vybojovali první kariérní grandslamy. V ženském deblu triumfovaly Italky Sara Erraniová s Jasmine Paoliniovou. Smíšenou soutěž vyhráli Sara Erraniová s Andreou Vavassorim a vytvořili první vítěznou dvojicí Italů v pařížském mixu. Erraniová ovládla obě deblové soutěže jako první od Mattekové-Sandsové v roce 2015.
Třítýdenní návštěvnost, včetně kvalifikací, pokořila nový rekord, když na Roland Garros zavítalo 685 tisíc diváků.

## 124. ročník
124. ročník se odehráváal na ploše dvanáctihektarového pařížského areálu Stade Roland-Garros, nejmenšího ze všech grandslamů. Premiérový ročník se v něm uskutečnil v roce 1928.

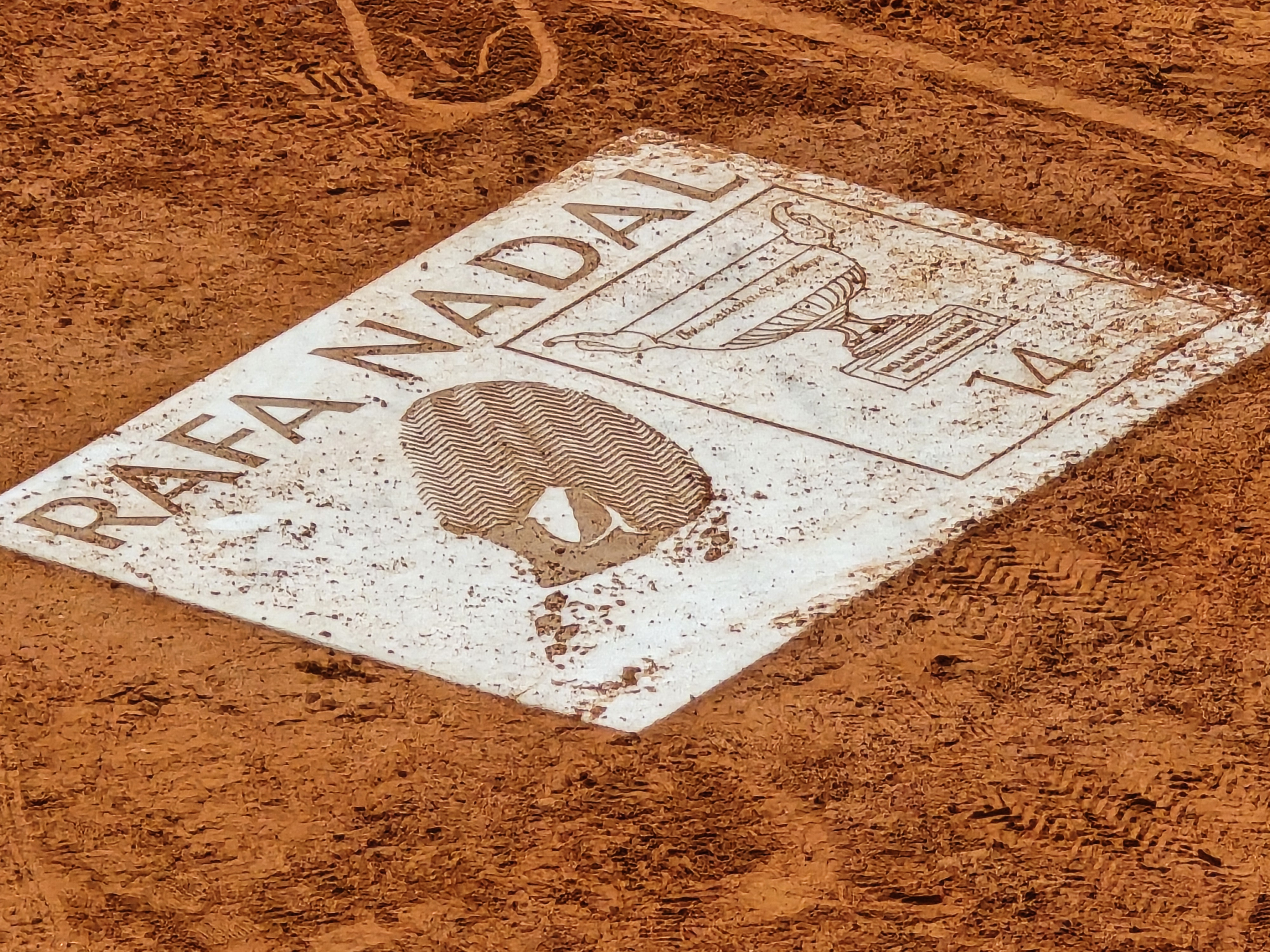
Plaketa se stopou Rafaela Nadala a 14 tituly na ploše Chatrierova centru

Tenisté bojovali o tituly ve dvouhrách, čtyřhrách a smíšené soutěži dospělých, v singlech a deblech juniorů do 18 let v kategorii Grade A (1.–7. června). Dvouhrám předcházely čtyřdenní kvalifikace. Probíhaly i soutěže vozíčkářů a kvadruplegiků v rámci okruhu handikapovaných UNIQLO Tour, zařazeného do kategorie Grand Slamu (3.–7. června). Konalyse i deblové soutěže mužských, ženských a smíšených legend.
Areál Stade Roland-Garros s osmnácti antukovými dvorci zahrnoval tři hlavní stadiony včetně dvou zastřešených. Největším byl 15tisícový kurt Philippa Chatriera, následován 10tisícovým kurtem Suzanne Lenglenové a 5tisícovým kurtem Simonne Mathieuové na pozemcích Skleníkové zahrady v Auteuilu. Pošesté se na centru konaly večerní zápasy, tzv. night session. Hrálo se s míči Wilson Roland Garros, oficiálními míčky turnaje od roku 2020.

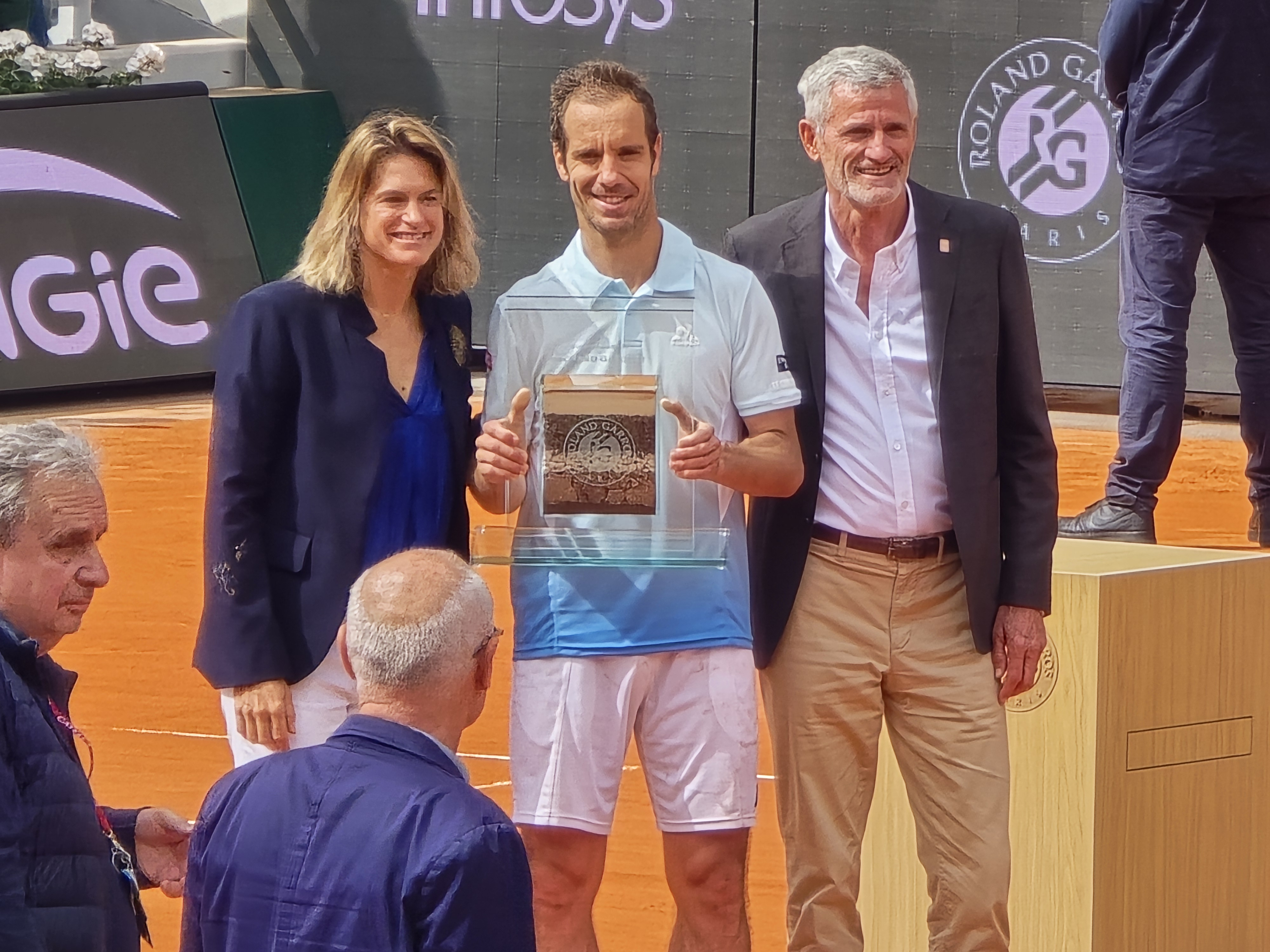
Pocta Richardu Gasquetovi, jenž ukončil kariéru. S pamětní cenou mezi ředitelkou turnaje Mauresmovou a prezidentem tenisového svazu Morettonem.

Změnou proti předchozím ročníkům bylo zahájení druhého singlového semifinále mužů 6. června nejdříve v 19.00 hodin. Rozehrání úvodního semifinálového duelu zůstalo nezměněno ve 14.30 hodin. Finále ženské čtyřhry bylo 8. června posunuto na časnější 11.00 hodinu. Po rekordní návštěvnosti 74 tisíc diváků v první kvalifikační týden v roce 2024, byla kapacita kvalifikačního turnaje navýšena na 90 tisíc osob. Každý den byl atraktivní zápas kvalifikace odehrán na dvojce areálu, kurtu Suzanne Lenglenové, a divákům byl umožněn přístup na tréninky probíhající na centrálním kurtu.
Generálním partnerem byl bankovní dům BNP Paribas a oficiálními partnery Emirates, Lacoste, Renault a Rolex. Televizní přenos ze všech dvorců ve Francii zprostředkovala veřejnoprávní France Télévisions a streamovací služba Prime Video, která vysílala jedenáct night session včetně dvou čtvrtfinále. Mimo francouzské území přenos putoval 170 televizními stanicemi a digitálními platformami do 220 zemí. Eurosport držel práva v 50 evropských státech, v Číně státní televize CCTV a video streamovací služba iQIYI, v Latinské Americe společnost ESPN, v Japonsku satelitní kanál Wowow a australským vysílatelem byl Nine Network ve spolupráci se Stan Sport. Pro Spojené státy americké uzavřel Francouzský tenisový svaz vysílací smlouvu na období 2025–2034 s Warner Bros. Discovery.

## Vítězové
Mužskou dvouhru vyhrál 22letý Španěl Carlos Alcaraz a jako osmý muž otevřené éry obhájil pařížský titul. Vítězně tak vyšel z prvních pěti kariérních finále grandslamu, což se v open éře podařillo jen Federerovi. Po historicky nejdelším patřížském finále, trvajícím 5:29 hodiny, se stal třetím nejmladším držitelem pěti trofejí na grandslamu a nejmladším vítězem dvacátého titulu na okruhu ATP Tour. Představoval i třetího muže open éry, který ve finále majoru odvrátil mečbol a devátého tenistu, jenž otočil jeho průběh ze stavu 0–2 na sety. Takový obrat se mu podařil poprvé v kariéře.
V ženské dvouhře poprvé zvítězila 21letá Coco Gauffová, která po triumfu na US Open 2023 získala druhý grandslam. Roland Garros ovládla jako první Američanka od Sereny Williamsové v roce 2015. Pařížský a neworský titul vyhrála jako nejmladší tenistka právě od 20leté Sereny Williamsové, která dvojici trofejí zkompletovala v roce 2002.
V deblové soutěži mužů získali trofej Španěl Marcel Granollers s Argentincem Horaciem Zeballosem. Oba si odvezli první grandslamové tituly, když společně tři předchozí finále grandslamu prohráli. Granollers dokonce na majorech ukončil sérii pěti finálových porážek.
V ženské čtyřhře triumfovaly Sara Erraniová s Jasmine Paoliniovou, které v Paříži vyhrály jako druhý italský pár. Erraniová byla v roce 2012 součástí i toho prvního vítězného s Vinciovou. Celkově získala šestý grandslam v ženském deblu, zatímco pro  Paoliniovou to byla první grandslamová trofej.
Smíšenou čtyřhru ovládli Italové Sara Erraniová s Andreou Vavassorim. Po triumfu na US Open 2024 vybojovali druhou společnou trofej a každý z nich i druhý titul ve smíšené soutěži.

### Galerie vítězů

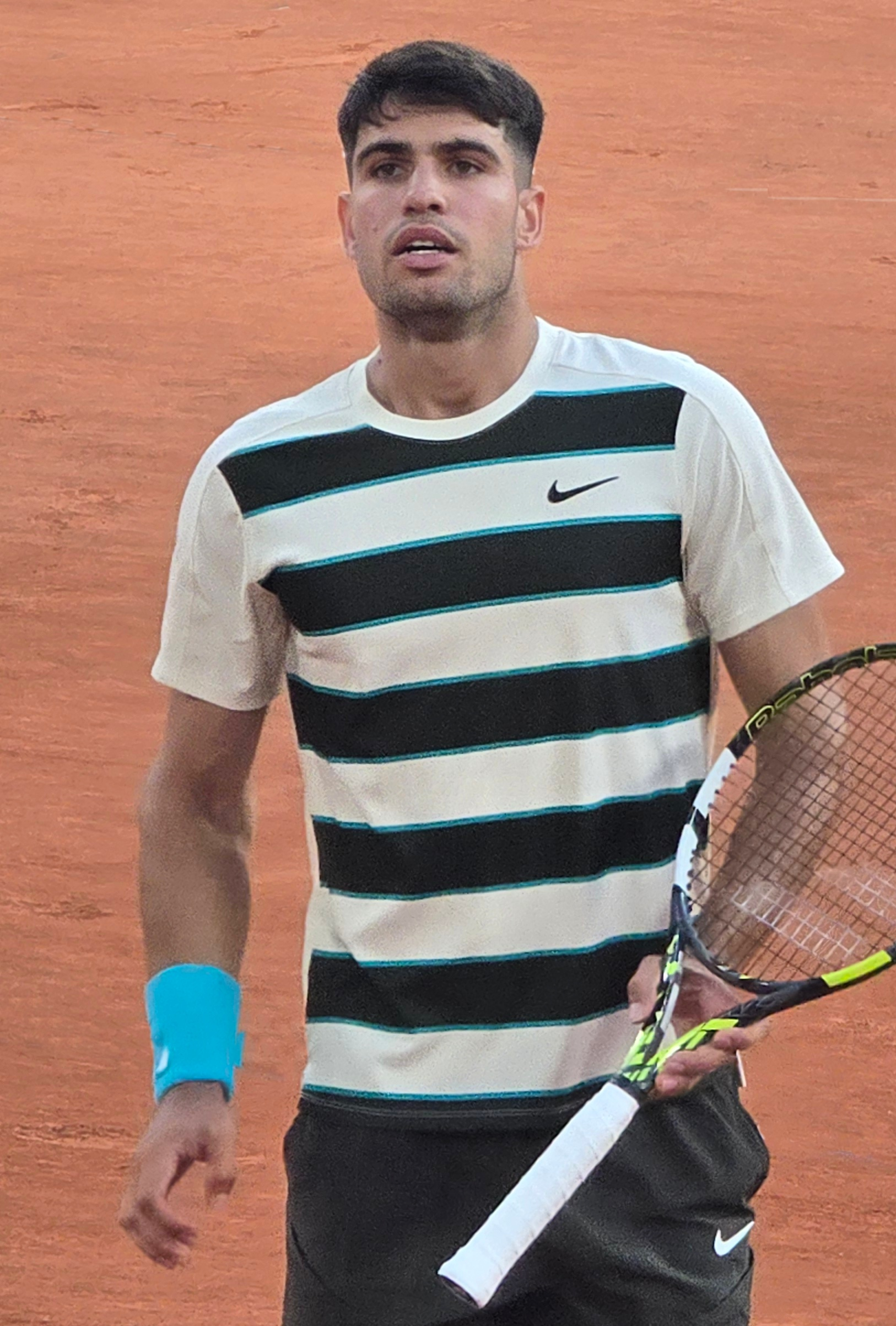
Carlos Alcaraz mužská dvouhra
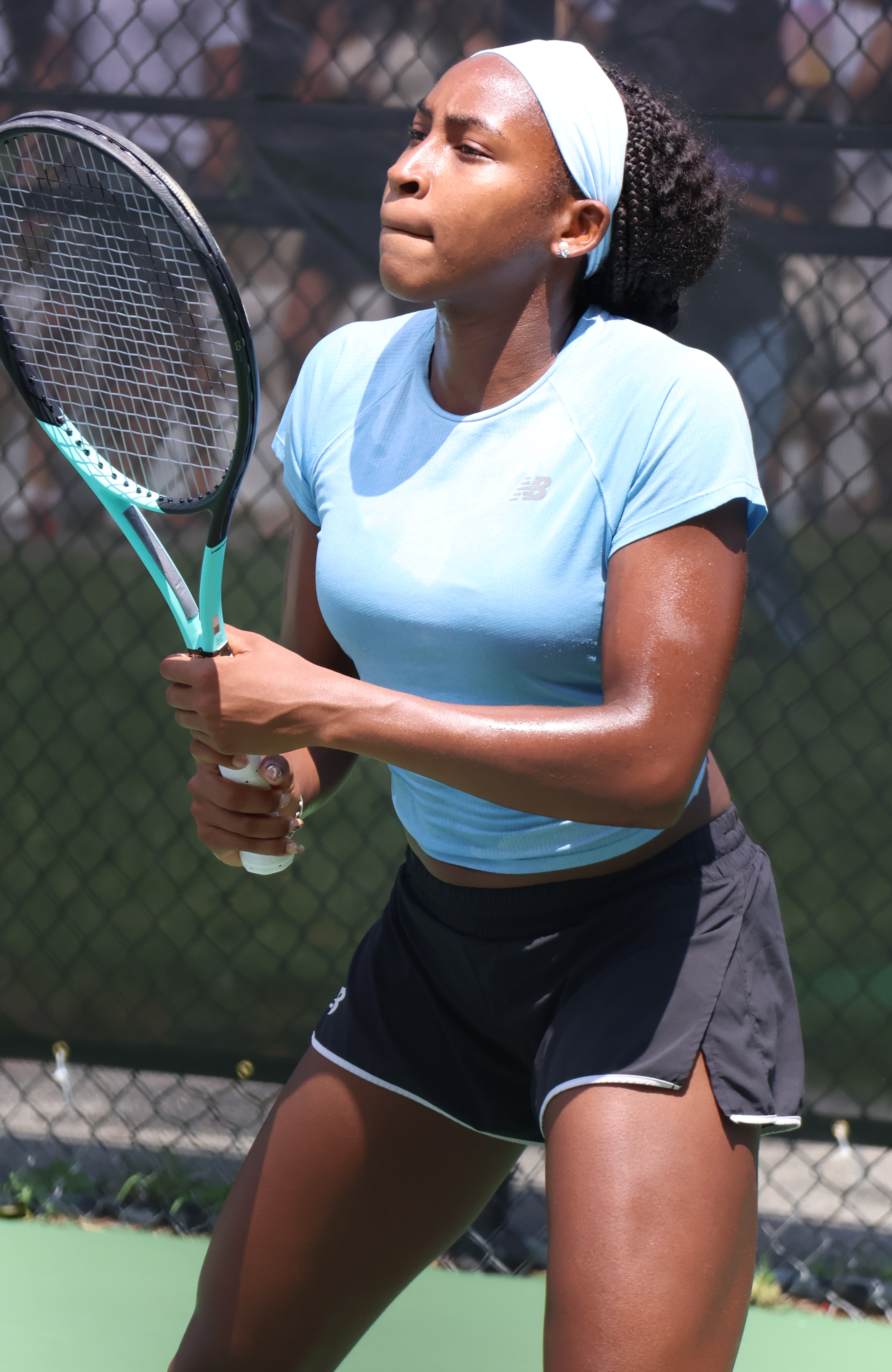
Coco Gauffová ženská dvouhra
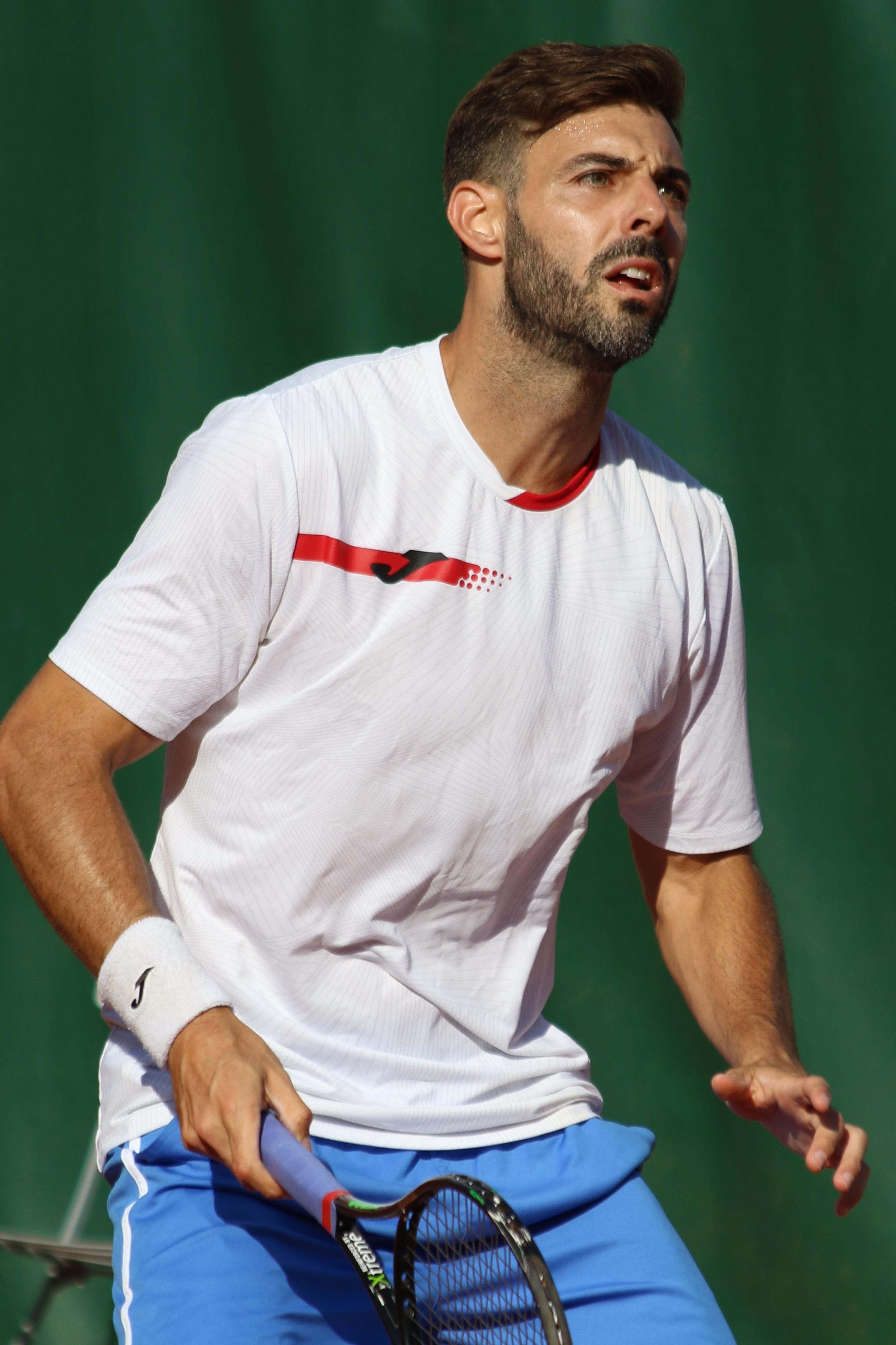
Marcel Granollers mužská čtyřhra
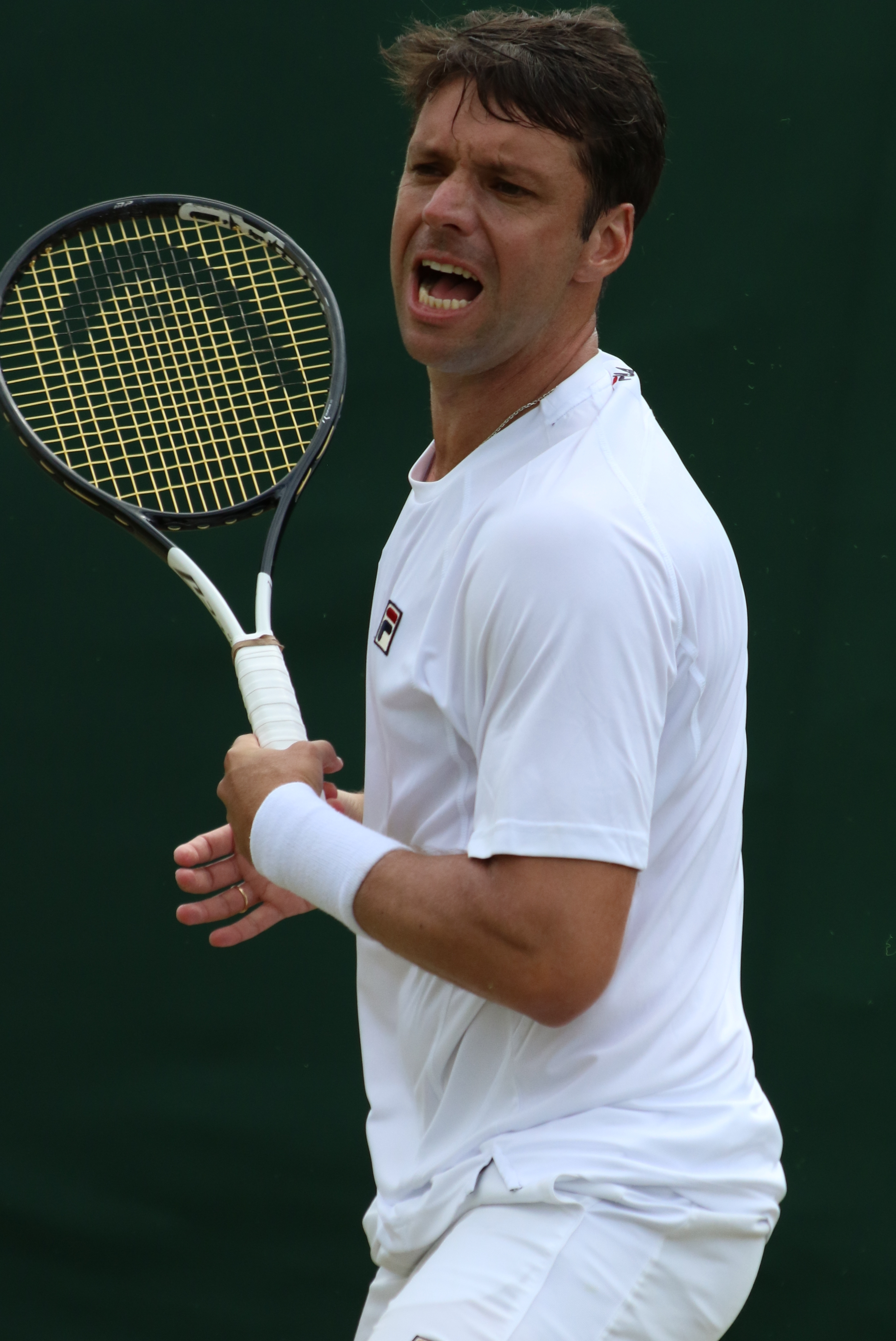
Horacio Zeballos mužská čtyřhra
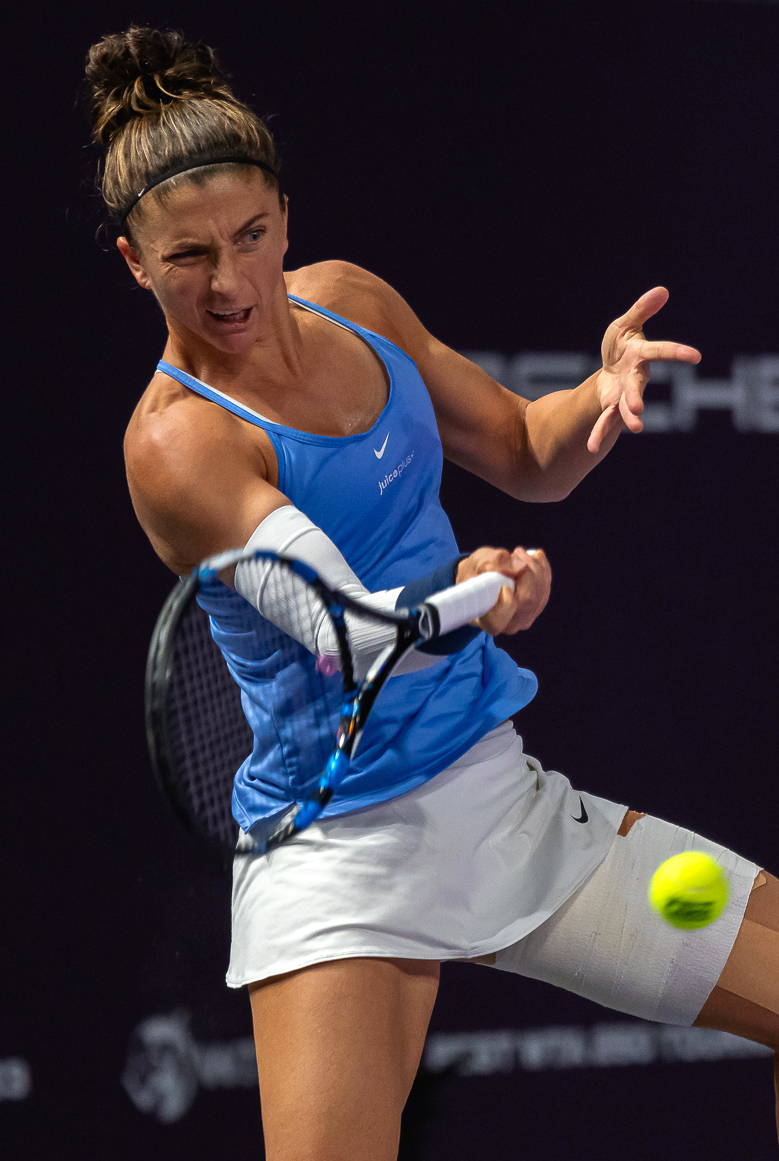
Sara Erraniová ženská čtyřhra
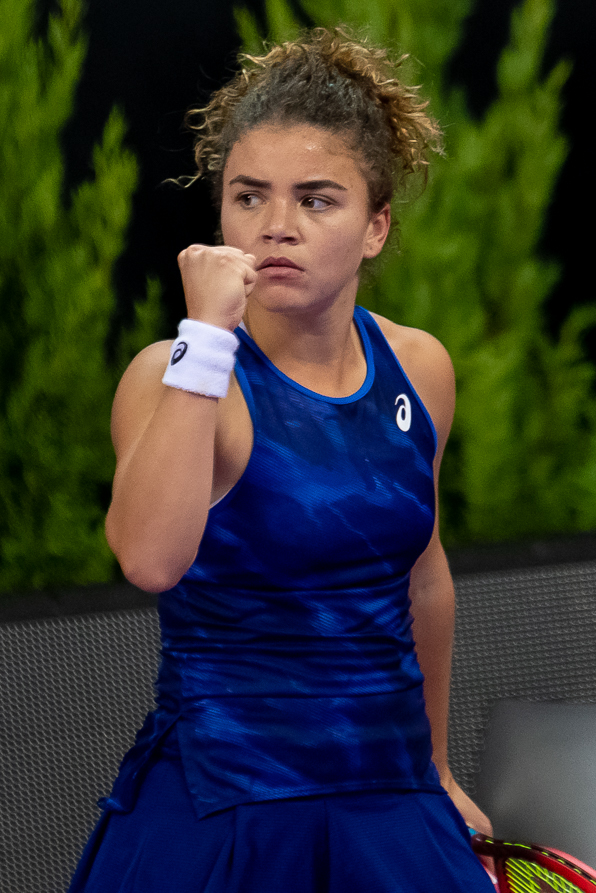
Jasmine Paoliniová ženská čtyřhra
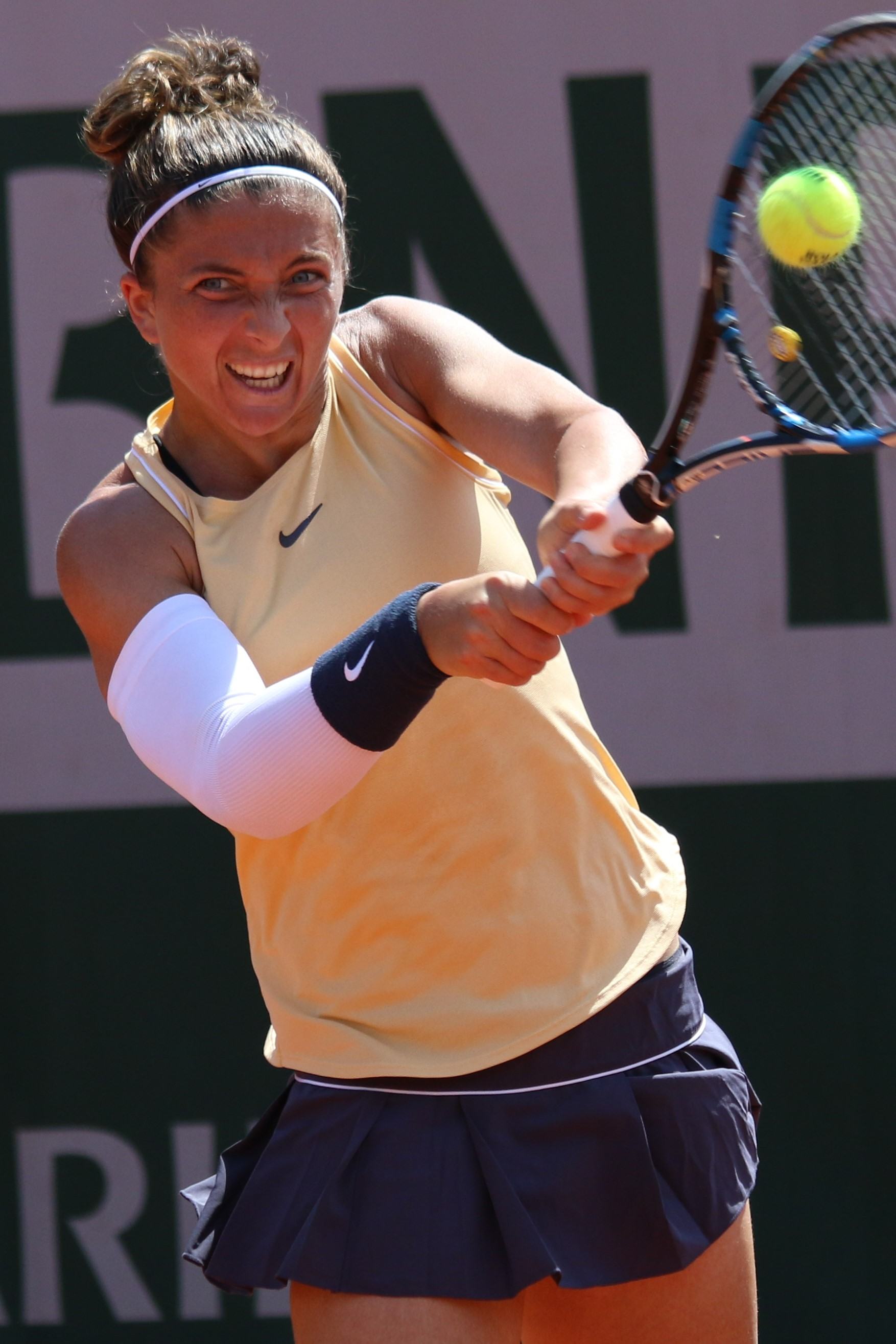
Sara Erraniová smíšená čtyřhra
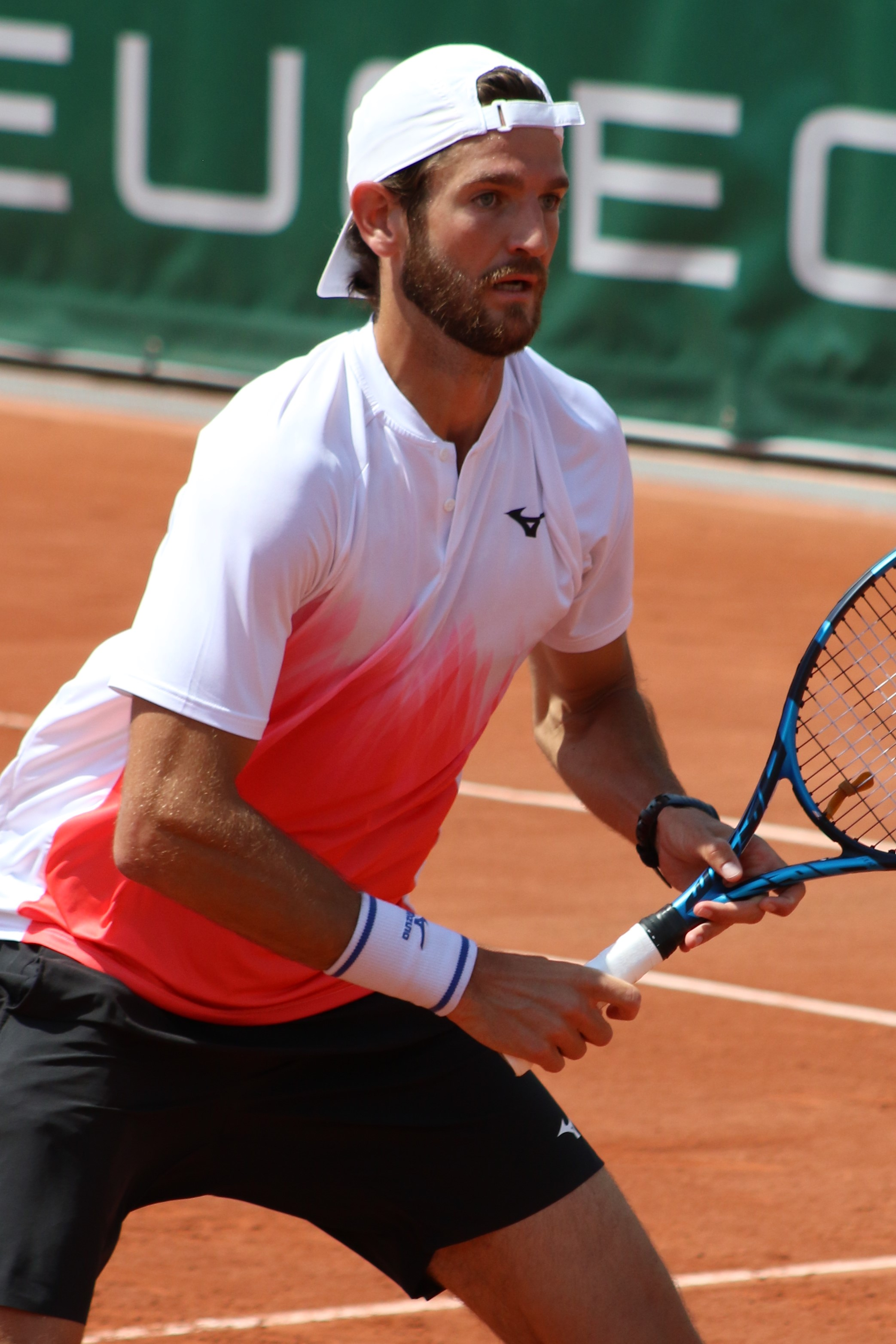
Andrea Vavassori smíšená čtyřhra

## Dotace turnaje
Celková dotace French Open 2025 činila 56 352 000 eur, což představovalo meziroční nárůst o 5,21 %. Rozpočet hlavních soutěží se zvýšil o 6,37 %. Vyřazení v prvním kole dvouhry obdrželi 78 tisíc a vítězové 2,55 milionu eur.
| Soutěž                | vítězové    | finalisté   | semifinalisté | čtvrtfinalisté | 16 v kole | 32 v kole | 64 v kole | 128 v kole | Q3       | Q2       | Q1       |
| --------------------- | ----------- | ----------- | ------------- | -------------- | --------- | --------- | --------- | ---------- | -------- | -------- | -------- |
| Dvouhry               | 2 550 000 € | 1 275 000 € | 690 000 €     | 440 000 €      | 265 000 € | 168 000 € | 117 000 € | 78 000 €   | 43 000 € | 29 500 € | 21 000 € |
| Čtyřhry               | 590 000 €   | 295 000 €   | 148 000 €     | 80 000 €       | 43 500 €  | 27 500 €  | 17 500 €  | —          | —        | —        | —        |
| Mix                   | 122 000 €   | 61 000 €    | 31 000 €      | 17 500 €       | 10 000 €  | 5 000 €   | —         | —          | —        | —        | —        |
| Dvouhra vozíčkářů     | 63 900 €    | 31 950 €    | 20 600 €      | 12 360 €       | 8 750 €   | —         | —         | —          | —        | —        | —        |
| Čtyřhra vozíčkářů     | 21 650 €    | 11 350 €    | 8 250 €       | 5 150 €        | —         | —         | —         | —          | —        | —        | —        |
| Dvouhra kvadruplegiků | 63 900 €    | 31 950 €    | 20 600 €      | 12 360 €       | —         | —         | —         | —          | —        | —        | —        |
| Čtyřhra kvadruplegiků | 21 650 €    | 11 350 €    | 8 250 €       | —              | —         | —         | —         | —          | —        | —        | —        |

Vysvětlivky
1. 1 2 3  Poražení v 1.–3. kole kvalifikace
2. 1 2 3 4  Částky v soutěžích čtyřher jsou uvedeny na pár.

## Bodové hodnocení
Rozpis bodů do žebříčků ATP, WTA a ITF juniorů a vozíčkářů.
| Soutěž                | vítězové | finalisté | semifinalisté | čtvrtfinalisté | 16 v kole | 32 v kole | 64 v kole | 128 v kole | QV | Q3 | Q2 | Q1 |
| --------------------- | -------- | --------- | ------------- | -------------- | --------- | --------- | --------- | ---------- | -- | -- | -- | -- |
| Dvouhra mužů          | 2000     | 1300      | 800           | 400            | 200       | 100       | 50        | 10         | 30 | 16 | 8  | 0  |
| Čtyřhra mužů          | 2000     | 1200      | 720           | 360            | 180       | 90        | 0         | —          | —  | —  | —  | —  |
| Dvouhra žen           | 2000     | 1300      | 780           | 430            | 240       | 130       | 70        | 10         | 40 | 30 | 20 | 2  |
| Čtyřhra žen           | 2000     | 1300      | 780           | 430            | 240       | 130       | 10        | —          | —  | —  | —  | —  |
| Dvouhra juniorů       | 1000     | 700       | 490           | 300            | 180       | 90        | 25        | —          | —  | —  | —  | —  |
| Dvouhra juniorek      | 1000     | 700       | 490           | 300            | 180       | 90        | 25        | —          | —  | —  | —  | —  |
| Čtyřhra juniorů       | 750      | 525       | 367           | 225            | 135       | —         | —         | —          | —  | —  | —  | —  |
| Čtyřhra juniorek      | 750      | 525       | 367           | 225            | 135       | —         | —         | —          | —  | —  | —  | —  |
| Dvouhra vozíčkářů     | 800      | 500       | 375           | 200            | 100       | —         | —         | —          | —  | —  | —  | —  |
| Dvouhra kvadruplegiků | 800      | 500       | 375           | 200            | 100       | —         | —         | —          | —  | —  | —  | —  |
| Čtyřhra vozíčkářů     | 800      | 500       | 375           | 100            | —         | —         | —         | —          | —  | —  | —  | —  |
| Čtyřhra kvadruplegiků | 800      | 500       | 375           | 100            | —         | —         | —         | —          | —  | —  | —  | —  |

Vysvětlivky
1. ↑  Vítěz kvalifikačního kola postupující do dvouhry. Kvalifikantům se v případě prohry v prvním kole dvouhry započetly vyšší hodnota bodů za výhru v kvalifikaci namísto bodů určených pro poražené v úvodu dvouhry.
2. 1 2 3  Poražení v 1.–3. kole kvalifikace

## Přehled finále

### Mužská dvouhra
- Carlos Alcaraz vs.  Jannik Sinner, 4–6, 6–7(4–7), 6–4, 7–6(7–3), 7–6(10–2)

### Ženská dvouhra
- Coco Gauffová vs.   Aryna Sabalenková, 6–7(5–7), 6–2, 6–4

### Mužská čtyřhra
- Marcel Granollers /  Horacio Zeballos vs.  Joe Salisbury /  Neal Skupski, 6–0, 6–7(5–7), 7–5

### Ženská čtyřhra
- Sara Erraniová /  Jasmine Paoliniová vs.  Anna Danilinová /  Aleksandra Krunićová, 6–4, 2–6, 6–1

### Smíšená čtyřhra
- Sara Erraniová /  Andrea Vavassori vs.  Taylor Townsendová /  Evan King, 6–4, 6–2

### Dvouhra juniorů
- Niels McDonald vs.  Max Schönhaus, 6–7(5–7) 6–0, 6–3

### Dvouhra juniorek
- Lilli Taggerová vs.  Hannah Klugmanová, 6–2, 6–0

### Čtyřhra juniorů
- Oskari Paldanius /  Alan Ważny vs.  Noah Johnston /  Benjamin Willwerth, 6–2, 6–3

### Čtyřhra juniorek
- Eva Bennemannová /  Sonja Zhenikhovová vs.  Alena Kovačková /  Jana Kovačková, 4–6, 6–4, [10–8]

### Dvouhra vozíčkářů
- Tokito Óda vs.  Alfie Hewett, 6–4, 7–6(8–6)

### Dvouhra vozíčkářek
- Jui Kamidžiová vs.  Aniek van Kootová, 6–2, 6–2

### Čtyřhra vozíčkářů
- Alfie Hewett /  Gordon Reid vs.  Stéphane Houdet /  Tokito Óda, 6–4, 1–6, [10–7]

### Čtyřhra vozíčkářek
- Jui Kamidžiová /  Kgothatso Montjaneová vs.  Li Siao-chuej /  Wang C'-jing, 4–6, 7–5, [10–7]

### Dvouhra kvadruplegiků
- Guy Sasson vs.  Niels Vink, 6–4, 7–5

### Čtyřhra kvadruplegiků
- Guy Sasson /  Niels Vink vs.  Ahmet Kaplan /  Donald Ramphadi, 6–3, 6–4